# 斯泰亞魯鄉 (圖爾恰縣)
44°46′N 28°33′E / 44.767°N 28.550°E
斯泰亞魯鄉（羅馬尼亞語：Comuna Stejaru, Tulcea），是羅馬尼亞的鄉份，位於該國東南部，由圖爾恰縣負責管轄，面積48平方公里，海拔高度190米，2002年人口1,946，人口密度每平方公里40人。